# Ласердополис
Ласердополис (порт. Lacerdópolis)  —  муниципалитет в Бразилии, входит в штат Санта-Катарина. Составная часть мезорегиона Запад штата Санта-Катарина. Входит в экономико-статистический  микрорегион Жоасаба. Население составляет 2242 человека на 2006 год. Занимает площадь 68,453 км². Плотность населения — 32,8 чел./км².

## История
Город основан 11 ноября 1963 года.

## Статистика
- Валовой внутренний продукт на 2003 составляет 47.369.539,00 реалов (данные: Бразильский институт географии и статистики).
- Валовой внутренний продукт на душу населения на 2003 составляет 21.434,18 реалов (данные: Бразильский институт географии и статистики).
- Индекс развития человеческого потенциала на 2000 составляет 0,854 (данные: Программа развития ООН).